# 花の名
「花の名」（はなのな）は、BUMP OF CHICKENの13枚目のシングル。2007年10月24日にトイズファクトリーから発売された。

## 概要
- 「涙のふるさと」以来11ヵ月ぶりのリリースとなる。「メーデー」との同時発売で、2作同時購入特典としてBUMP OF CHICKEN特製ネコ（ニコル）バッチが数量限定で用意された。
- CDの隠しトラックを含めた合計時間は「メーデー」と同じである。
- 前作「涙のふるさと」に引き続き、2作連続通算3作目のオリコンシングルチャート1位を獲得。同時発売の「メーデー」も本作と僅差で2位を獲得した。同一アーティストによるシングルチャート1位・2位独占は歴代7組目（史上9回目）の快挙である[1]。
- 初動売上は17.7万枚の高セールスを記録し、シングルでは2番目に高い初動売上となった（自己最高は前作「涙のふるさと」の18万枚）。

## 収録曲
- 全曲作詞・作曲：藤原基央　編曲：BUMP OF CHICKEN

1. 花の名 (6:02)
映画『ALWAYS 続・三丁目の夕日』の主題歌。
同映画の監督、山崎貴とメンバーが一晩話し合い、脚本やラッシュ（仮編集）状態の映像を元に書き下ろされた。 また、歌詞の一部が同映画のキャッチコピーとして使われている（このキャッチコピーは山崎貴監督と阿部秀司プロデューサーが採用した）。
PVは『ギルド』以来再び番場秀一が復帰し制作した。
エレクトリックシタールを初めて使用しているが、このシタールは藤原が28歳の誕生日にディレクターからプレゼントされたもので、ビートルズのジョージ・ハリスンが生涯愛用し続けたCORAL SITAR GUITARと同じもの。
この曲を書いたのは2007年7月7日（七夕）で、さらにその日の夜に本作のタイトルが決定したため、藤原にとっては「印象深い夜だった」という[2]。デモの段階で伴奏がアコースティックギターだったものをバンドで演奏すると、より懐が大きい曲だということに藤原が気付き、「曲が望む音を入れた結果、変な音になった」とのこと[2]。藤原はこのことについて「曲が望んでいる形はこれしかないんだけれど、先入観だけでレコーディングしてはいけないと、後から実感した。でも技術的に変だとしても曲として成立しているのは、それが正しいことだからだと思う」と語っている[2]。
小田和正が2012年12月25日に放送された『クリスマスの約束2012』内で本曲をカバーし、その際に「出演の打診をしたが断られた」とコメントしている。
2. 東京賛歌 (3:51)
2007年7月7日に完成した曲で、藤原が初めてブルースハープを使用している。
東京は冷たい、危ないなど東京について歌った曲が多いため、「人はどの場所に居てもその人のままである」というメッセージを込めたというが、藤原自身「言いたいことありき」で制作した曲としてはやや珍しいものとなった。

- 隠しトラックに「柿」（作詞・作曲:BUMP OF CHICKEN）が収録されている。升と増川がメインボーカルで、隠しジャケットが通常のジャケットと連動している。

## 受賞歴
- TOKYO FM主催『FM FESTIVAL RADIO AWARD IN JAPAN“LIFE MUSIC 2007”』
  - 「LIFE MUSIC OF THE YEAR（大賞）」ほか計二部門を受賞[3]。
- SPACE SHOWER Music Video Awards 08
  - 「BEST VIDEO OF THE YEAR」、「BEST YOUR CHOICE」、「BEST GROUP VIDEO」を受賞（同一年での3冠達成は史上初）[4]。

## 収録アルバム
- 『orbital period』（#1、アルバムバージョン）
- 『present from you』（#2）
- 『BUMP OF CHICKEN II <2005-2010>』（#1）

## 参加ミュージシャン
- 弦一徹ストリングス：Strings（#1）

## カバー
- 中孝介 - 「あなたがいるだけで」（2020年10月28日）